# Henrik Noél Olesen
Henrik Noél Olesen (født 5. februar 1968, død 2. marts 2023) var en dansk skuespiller, Han blev uddannet skuespiller på Odense Teater i 1997. I årene efter havde han små roller i store serier som Strisser på Samsø, Taxa og Rejseholdet.
Olesen blev Robert-nomineret for sin birolle i anden sæson af DR-komedieserien Ditte & Louise. I serien og den efterfølgende film spiller han narkohandleren Arnold, der gerne vil spise sundt og er glad for ”banke-banke-på”-vittigheder.

## Filmografi
- Manden bag døren (2003)
- Tid til forandring (2004)
- Kongekabale (2004)
- Store planer (2005)
- Den Rette Ånd (2005)
- Exit (2006)
- Guldhornene (2007)
- Far til fire - på hjemmebane (2008)
- Zoomerne (2009)
- Winnie og Karina går til filmen (2009)
- Karla og Jonas (2010)
- En chance til (2015)
- Skammerens datter (2015)
- Klassefesten 3 - Dåben (2016)
- Darling (2017)
- Så længe jeg lever (2018)
- Ditte & Louise (2018)
- De frivillige (2019)
- Vores mand i Amerika (2020)
- Retfærdighedens ryttere (2020)
- Marco effekten (2021)
- Skyggen i mit øje (2021)
- Kagefabrikken (2023)
- Den grænseløse (2024)

### Tv-serier
- Taxa (1997-1999)
- Rejseholdet (2000-2003)
- Jul i Valhal (Julekalender, 2005)
- Ditte & Louise (sæson 2, 2016)
- Kald mig far (2024)